# Marián Rybanský
Marián Rybanský (* 6. listopadu 1962) je bývalý slovenský fotbalista, útočník.

## Fotbalová kariéra
V lize hrál za Spartak Trnava. V československé lize nastoupil v 15 utkáních. Dále hrál za Senicu.

## Ligová bilance
| Ročník                                   | Zápasy | Góly | Klub           |
| ---------------------------------------- | ------ | ---- | -------------- |
| 1. československá fotbalová liga 1985/86 | 9      | 0    | Spartak Trnava |
| 1. československá fotbalová liga 1986/87 | 6      | 0    | Spartak Trnava |
| CELKEM                                   | 15     | 0    |                |